# Gustav Jonson

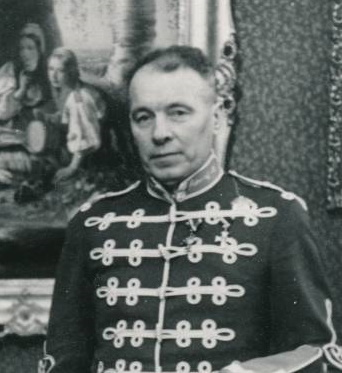
Gustav Jonson (1938)

Gustav Jonson (* 7. Januar 1880; † 15. Mai 1942) war ein Este, der nacheinander beim russischen, estnischen und sowjetischen Militär (dort zuletzt als Generalleutnant) diente.

## Leben
Gustav Jonson besuchte nach seiner Schulausbildung das Polytechnische Institut Riga (heute die Technische Universität Riga).

### Militärische Laufbahn
Nach Ausbildung und Dienst in der russischen Armee, schloss sich Jonson im Estnischen Freiheitskrieg den Truppen seines Vaterlandes an. In der Nachkriegszeit übernahm er verschiedene Führungsaufgaben innerhalb der estnischen Streitkräfte und wurde am 24. Februar 1928 zum Generalmajor befördert. Im April 1939 wurde er in den Ruhestand verabschiedet und schied aus dem Militärdienst aus.
Im Zusammenhang mit der sowjetischen Besetzung Estlands wurde er, nach der Absetzung Johan Laidoners, am 22. Juni 1940 reaktiviert und zum neuen Befehlshaber der estnischen Streitkräfte ernannt. Mit der Eingliederung der estnischen Truppen in die Rote Armee behielt er zunächst den Oberbefehl über die Truppe und wurde im August 1940 Kommandant des neu formierten 22. Schützenkorps. Auf diesem Posten wurde Jonson am 29. Dezember 1940 zum Generalleutnant ernannt. Schnell fiel er allerdings in Ungnade. Er musste das 22. Schützenkorps an Generalmajor A. S. Xenofontow übergeben und reiste am 10. Juni nach Moskau ab, um sich dem Leiter der Akademie des Generalstabs der Roten Armee zur Verfügung zu stellen. Er wurde kurz vor der deutschen Invasion in der Sowjetunion am 19. Juni 1941 wegen Spionageverdachts verhaftet und am 15. Mai 1942 in einem Lager bei Tscheljabinsk exekutiert.

## Würdigung

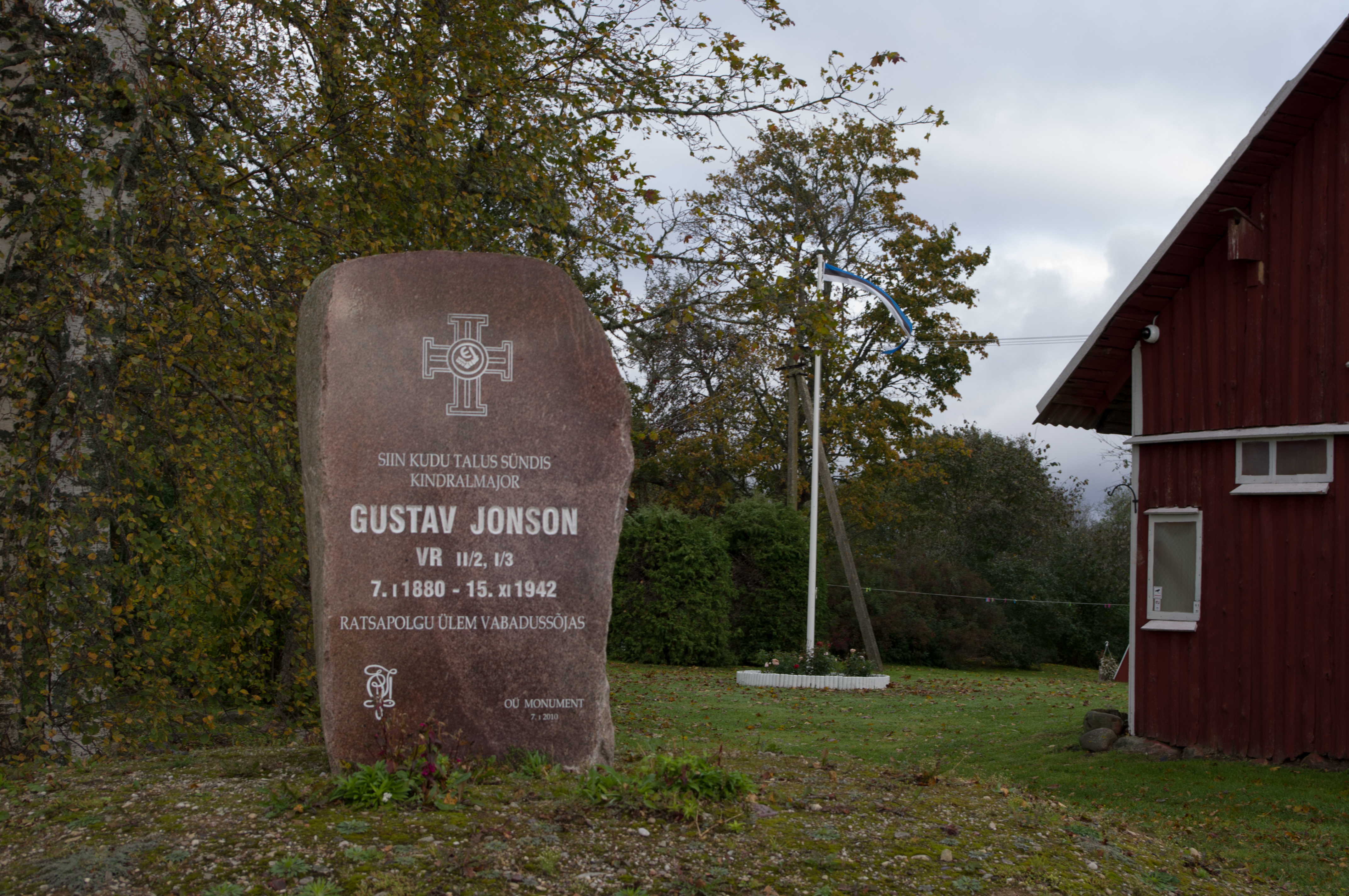
Gedenkstein aus dem Jahr 2010

Aufgrund der Zusammenarbeit mit den pro-sowjetischen Kräften ist Gustav Jonson nicht ganz unumstritten, gilt aber im eigenen Land als Held des Freiheitskrieges. So wurde anlässlich seines 130. Geburtstages ein Gedenkstein für ihn errichtet.
Der General ist Träger verschiedener inländischer und ausländischer Ehrungen. Dazu gehören:
- Freiheitskreuz (II/2)
- Freiheitskreuz (I/3)